# Amy Adams
Amy Lou Adams, ameriška filmska, gledališka in televizijska igralka ter pevka, * 20. avgust 1974, Vicenza, Benečija, Italija.
Amy Adams je z igralsko kariero pričela, ko je začela nastopati v igrah v raznih restavracijah, nato pa je leta 1999 zaigrala v črnohumorističnem filmu Crkni, lepotica. Potem ko je zaigrala v nekaj nižjerazrednih filmih, je leta 2002 dobila vlogo Brende Strong v filmu Ujemi me, če me moreš, preboj pa je doživela tri leta kasneje, leta 2005, ko je zaigrala Ashley Johnsten v filmu Junebug in požela velik uspeh ter prejela nominacijo za oskarja za najboljšo stransko igralko.
Leta 2007 je Amy Adams zaigrala v Disneyjevem filmu Začarana, ki je prejel kritični in komercialni uspeh, ona pa je zanj dobila nominacijo za zlati globus za svojo upodobitev Giselle. Drugo nominacijo za zlati globus in oskarja je prejela, ko je upodobila mlado nuno, sestro James, v filmu Dvom. Kljub temu, da se je Amy Adams pojavila v dramatičnih in humorističnih vlogah, je največji uspeh doživela, ko je upodobila vesele in sončne like. Poleg Emily Blunt in Alana Arkina je leta 2008 zaigrala v filmu Sunshine Cleaning. Od takrat je leta 2009 zaigrala tudi v filmih Noč v muzeju 2 kot Amelia Earhart in Julie in Julia kot pisateljica Julie Powell.

## Zgodnje življenje
Amy Lou Adams se je rodila v Vicenezi v italijanski Benečiji, kot četrti od sedmih otrok ameriških staršev Kathryn (rojena Hicken) in Richarda Adamsa. Ima štiri brate in dve sestri. Njen brat Eddie danes dela za tabloidsko oddajo TMZ, je pa tudi scenarist in je napisal scenarij za film Pennies, v katerem je igrala tudi Amy. Oče je v času njenega rojstva delal pri podjetju Caserma Ederle, družina pa se je, ko je bila ona stara osem let, preselila v Castle Rock v Koloradu. V tistem času je njen oče pel v restavracijah, njena mama pa je bila profesionalna bodybilderka. Starša sta se razvezala, ko je bila stara enajst let.
Med šolanjem na šoli Douglas County High School je pela v šolskem zboru in trenirala ples; želela si je postati balerina. Njeni starši so sicer upali, da bo nadaljevala s treniranjem atletike, vendar je le-to opustila, ko se je želela posvetiti predvsem plesu. Upala je namreč, da ji bo ples prinesel štipendijo za kolidž. Kasneje pa se je odločila, da na kolidž sploh ne bo odšla, o tem pa je povedala: »Nisem ena izmed tistih ljudi, ki bi se radi šolali. Odločila sem se, da bom pač pridobila manj izobrazbe.« Po končani srednji šoli se je skupaj z mamo preselila v Atlanto. Takrat se je odločila, da ne bo postala balerina in vključila se je v glasbeno gledališče, ki naj bi se veliko bolj ujemal z njeno osebnostjo. Pri osemnajstih letih je delala v trgovini Gap, medtem pa je nastopala tudi v gledališču. Prvič je delala polni delavni čas kot hostesa v Hootersu, saj se je takrat odločila, da bo »kariero za kratek čas odložila na stran«. To službo je zapustila, ko je privarčevala dovolj denarja, da si je kupila svoj prvi avto.

## Kariera

### 1995–2004: Zgodnja kariera
Kot umetnica je najprej delala kot plesalka v Boulder's Dinner Theatre in Country Dinner Playhouse. Leta 1995 je dobila odkrito podporo režiserja Michaela Brindisija. Naslednja tri leta je delala v Chanhassen Dinner Theatres v Chanhassenu, Minnesota. Odšla je na avdicijo za filmsko komedijo Crkni lepotica leta 1999, ki je bila snemana v Minnesoti. Vlogo je tudi dobila in to je bila njena prva filmska vloga. Njena sodelavka iz tega filma, Kirstie Alley, jo je prepričala, da se je preselila v Los Angeles, Kalifornija v januarju 1999. Na prvo leto tam nima ravno najlepših spominov, in kasneje je povedala, da bi veliko raje ostala v Chanhassenu, saj ji je bilo to mesto res všeč, ljudje, s katerimi je delala, pa naj bi ji odlično nadomestili družino. Kmalu po ustalitvi v Los Angelesu je bila izbrana za igranje v Foxovi televizijski seriji Podle igre, Manchester Prep, kjer je dobila vlogo Kathryn Merteuil. Serija ni doživela velikega uspeha in kmalu zatem je bila prekinjena. Kasneje so po posnetih epizodah sestavili film Podle igre 2.
Od leta 2000 do leta 2002 je imela manjšo vlogo v filmu Psycho Beach Party, gostovala pa je tudi v televizijskih serijah, kot so Ta nora sedemdeseta, Buffy, izganjalka vampirjev, Čarovnice, Smallville in The West Wing. Potem se je pojavila v filmu Stevena Spielberga, Ujemi me, če me moreš, kjer je igrala striptizeto Brendo Strong, v katero se zaljubi Frank Abagnale, Jr. (upodobil ga je Leonardo DiCaprio). Adamsova je pozneje povedala: »Bilo je prvič, da sem vedela, kako igrati na isti stopnji s takšnimi ljudmi. Da vate verjame Steve Spielberg... to ti vlije veliko samozavesti!« Leta 2004 je igrala v filmu Zadnji pobeg, glas pa je posodila tudi nekemu liku iz televizijske serije King of the Hill. Izbrana je bila tudi za vlogo Alice Doherty v televizijski seriji Dr. Vegas, vendar so jo pozneje odpustili zaradi spora zaradi pogodbe.

### 2005–2007: Preboj
Po odpustitvi iz serije Dr. Vegas je odšla na avdicijo za film Junebug, kjer je dobila vlogo Ashley Johnsten. Film je bil posnet v enaindvajsetih dnevih v Winston-Salemu, Severna Karolina. Med tem časom je Amy Adams praznovala že trideseti rojstni dan in začelo jo je skrbeti za njeno igralsko kariero: »Mislila sem si, da bi se mogoče raje preselila v New York in začela početi kaj drugega. Sicer mi ni bilo do tega, da bi opustila igranje, samo menila sem, da zdaj nisem več dovolj dobra za ta posel.« Glede odločitve, da bo posnela film Junebug je rekla: »Bila sem zares vesela. Na koncu poletja sem bila sicer nekoliko žalostna, a vseeno srečna in ponosna.« Premiera filma je bila na filmskem festivalu Sundance Film Festival leta 2005, Amy Adams pa je za to vlogo dobila nagrado Special Jury Prize.
Po izidu filma The Wedding Date, v katerem je igrala poleg igralcev, kot sta Debra Messing in Dermot Mulroney, je Junebug izšel v teatrih pod predstavitvijo Sony Pictures Classics. Adamsova je za ta film prejela veliko kritik in nekatere so bile tudi vzpodbudne. Dobila je tudi več nagrad, med drugim National Society of Film Critics in Independent Spirit Award. Nominirana je bila za nagrade, kot so Screen Actors Guild Award in oskar. Akademija umetnosti in znanosti gibljivih slik je Amy Adams leta 2006 povabila, da se ji pridruži.
Poleg Junebuga je Amy Adams posnela tudi filme, kot so Standing Still in Kralji hitrosti: Zgodba o Rickyju Bobbyju, dobila pa je tudi vlogo v televizijski seriji Pisarna. Po igranju v Walt Disneyjevi Cucek, je leta 2007 igrala v filmu Začarana. V filmu igrajo tudi igralci, kot so Patrick Dempsey, Idina Menzel, Susan Sarandon in James Marsden, govori pa o Giselle, ki je iz svojega 2D-animiranega sveta prisiljena vstopiti v pravi svet na ulicah New Yorka. Adamsova je premagala še pribljižno 300 igralk, ki so se prijavile na avdicijo za Giselle.
Začarana je skupno iztržila 340 milijonov ameriških dolarjev. Tudi ta film je prinesel kar nekaj pozitivnih kritik za Adamsovo, dobila pa je tudi kar nekaj nagrad, med drugim Zlati globus, Critics' Choice Award, Saturn Award for Best Actress in nominacijo za Zlati globus. Na podelitvi oskarjev je Amy Adams v živo zapela pesem »Happy Working Song«. Pesem »That's How You Know«, ki jo je v originalu pravzaprav zapela Adamsova, je na isti podelitvi zapela Kristin Chenoweth.
Za Začarano je Amy Adams igrala v filmu Wilsonova vojna, v katerem so igrali tudi Tom Hanks, Julia Roberts in Philip Seymour Hoffman. Adamsova je upodobila Bonnie Bach, asistentko Charlieja Wilsona, glavnega lika. O tej izkušnji je Amy Adams povedala: »Bilo je tako zabavno. Že samo to, da se učiš od takšnih ljudi, da gledaš Philpa Seymourja Hoffmana in Toma Hanksa, da delaš z Mikeom Nicholsom [režiser filma] je zame, kot da bi se vrnila nazaj v šolo«.
Amy Adams se je v letih 2007 in 2008 pojavila na naslovnicah revij, kot sta Elle in Vanity Fair, ki jo je uvrstila tudi na lestvico »10 svežih obrazov Hollywooda leta 2008« (»10 fresh faces of 2008«). Bila je gostja v sedmi epizodi v triintrideseti sezoni televizijske serije Saturday Night Live marca 2008.
Njen naslednji projekt je bil neodvisni film Sunshine Cleaning, ki je bil od februarja do marca 2007 sneman v Albuquerqueju, Nova Mehika. Igrala je mater samohranilko, ki odpre svoj čistilni servis, da bi zaslužila dovolj denarja, da bi sina poslala v privatno šolo. Film je doživel premiero na filmskem festivalu Sundance Film Festival leta 2008, vendar se ne proda tako hitro, kot so najprej pričakovali, da se bo. Ko je film izšel marca 2009 v omejeni izdaji, so bile kritike v glavnem pozitivne. Amy Adams in Emily Blunt, ki sta v filmu igrali sestri, ki se v posel podata skupaj, sta svoji vlogi opisali kot vloge, ki »same po sebi nimajo smisla«. Pozneje je Amy Adams igrala tudi v filmu The Baltimore Sun.

### 2008–danes: Zdajšnja kariera
Njena prva filmska vloga v letu 2008 je bila v filmu Gospodična Pettigrew: Živeti za en dan, kjer je igrala občudujočo ameriško igralko po imenu Delysia Lafosse, ki se je preselila v London, njeno življenje pa se spremeni, ko spozna gospodično Pettigrew, ki jo je igrala Frances McDormand.
V poznejšnjem delu leta 2008 je Amy Adams igrala v filmu Dvom, ki je bil njen prvi film, posnet v sodelovanju z Meryl Streep in drugi film, kjer je sodelovala s Philipom Seymourjem Hoffmanom, poleg teh dveh pa je igralsko ekipo sestavljala tudi Viola Davis. Film je bil posnet po istoimenski igri Johna Patricka Shanleyja, Adamsova pa je v njem dobila vlogo sestre James. Vlogo naj bi dobila, ker je intiligentna in ker ima zelo lep obraz. O igranju poleg Streepove in Hoffmana je Amy Adams povedala, da ima vse skupaj »smisel negotovosti in smisel dvoma« in da je »izredno zadovoljna, ker lahko igra s tako osupljivimi in pomembnimi igralci«. Amy Adams je dobila več pozitivnih kritik s strani revij, kot so New York Times, Variety in San Francisco Chronicle. Nominirana je bila za nagrade, kot so Academy Awards, Zlati globus in British Academy Film Awards.
Njena naslednja vloga je bila vloga hrabre letalke Amelie Earhart v filmu Noč v muzeju 2 poleg Bena Stillerja. Film je že na dan premiere zaslužil 15,3 milijonov ameriških dolarjev, s tem da se je boril s filmom Terminator: Odrešitev. Adamsova je dobila veliko kritik in sicer od revij, kot so Chicago Tribune, ki je njeno upodobitev Amelie Earhart opisal kot odlično, s tem pa se je strinjala tudi revija Entertainment Weekly. Po drugi strani pa je revija The Boston Globe napisal, da Earhartova, kakršno je upodobila Amy Adams, ni prav nič podobna resnični Amelii Earhart. Režiser filma, Shawn Levy, o njej pove: »Ne vem, če je v njeni generaciji sploh kakšna igralka boljša od nje... mislim, saj je še veliko ženskih igralk njene starosti, a katera bi zmogla posneti Dvom, Julie in Julia ter Noč v muzeju 2 vse v istem letu?«
Po filmu Noč v muzeju 2 je Amy Adams posnela film Julie in Julia, drugi film posnet skupaj z Meryl Streep, v katerem je igrala Julie Powell, ki se odloči pisati blog o tem, kako bo v enem letu preizkusila vse recepte v knjigi Julie Child z naslovom Mastering the Art of French Cooking. Leta 2010 smo jo lahko videli v filmu Prestopno leto, romantični komediji, ki se je začela snemati marca 2009 in je izšla zgodaj leta 2010. Njeni prihajajoči projekti vključujejo filme, kot so The Fighter, Daughter of the Queen of Sheba in filmsko upodobitev romana Adene Halpern, The Ten Best Days of My Life, ki jo bo hkrati tudi producirala.

## Zasebno življenje
Od aprila 2008 je Amy Adams zaročena s svojim fantom, igralcem Darrenom Le Gallom. Spoznala ga je leta 2001 na učnih urah igranja. Par je bil pred zaroko skupaj že šest let. Približno leto dni po tem, ko sta se spoznala, sta Adamsova in Le Gallo skupaj igrala v kratkem filmu Pennies, med snemanjem pa sta se precej zbližala. Kmalu za tem sta začela hoditi. 15. maja 2010 je Amy Adams rodila njunega prvega otroka, deklico po imenu Aviana Olea Le Gallo.

## Filmografija

### Filmi
| Leto | Naslov                                    | Vloga                       | Opombe |
| ---- | ----------------------------------------- | --------------------------- | --- |
| 1999 | Crkni lepotica                            | Leslie Miller               | |
| 2000 | Psycho Beach Party                        | Marvel Ann                  | |
| 2000 | The Chromium Hook                         | Jill Royaltuber             | kratki film |
| 2000 | Podle igre 2                              | Kathryn Merteuil            | |
| 2002 | The Slaughter Rule                        | Doreen                      | |
| 2002 | Pumpkin                                   | Alex                        | |
| 2002 | Poziv za Saro                             | Kate                        | |
| 2002 | Ujemi me, če me moreš                     | Brenda Strong               | |
| 2004 | Zadnji pobeg                              | Alexis                      | |
| 2005 | The Wedding Date                          | Amy Ellis                   | |
| 2005 | Junebug                                   | Ashley Johnsten             | Broadcast Film Critics Association Award Florida Film Critics Circle Award Gotham Awards Independent Spirit Award San Francisco Film Critics Circle Award Southeastern Film Critics Association Award Sundance Film Festival Vancouver Film Critics Circle Award Washington D.C. Area Film Critics Association Nominirana — Academy Award Nominirana — Central Ohio Film Critics Association Nominirana — Chicago Film Critics Association Award Nominirana — Online Film Critics Society Award Nominirana — Satellite Award for Best Supporting Actress - Motion Picture Nominirana — Screen Actors Guild Award Nominirana — Washington D.C. Area Film Critics Association |
| 2005 | Standing Still                            | Elise                       | |
| 2006 | »Pennies«                                 | Charlotte Brown             | kratki film |
| 2006 | Moonlight Serenade                        | Chloe                       | |
| 2006 | Kralji hitrosti: Zgodba o Rickyju Bobbyju | Susan                       | |
| 2007 | Bivši                                     | Abby March                  | |
| 2007 | Cucek                                     | Polly Purebred              | (glas) |
| 2007 | Začarana                                  | Giselle                     | Saturn Award National Society Nominirana — Broadcast Film Critics Association Award Nominirana — Central Ohio Film Critics Association Nominirana — Zlati globus Nominirana — MTV Movie Award Nominirana — MTV Movie Award Nominirana — MTV Movie Award Nominirana — National Movie Awards Nominirana — Satellite Award Nominirana — Teen Choice Award |
| 2007 | Wilsonova vojna                           | Bonnie Bach                 | |
| 2008 | Gospodična Pettigrew: Živeti za en dan    | Delysia Lafosse/Sarah Grubb | |
| 2008 | Dvom                                      | Sestra James                | National Board of Review Award Nominirana — Academy Award Nominirana — BAFTA Award Nominirana — Broadcast Film Critics Association Award Nominirana — Chicago Film Critics Association Award Nominirana — Zlati globus Nominirana — Online Film Critics Society Award Nominirana — Screen Actors Guild Award Nominirana — Screen Actors Guild Award |
| 2009 | Sunshine Cleaning                         | Rose Lorkowski              | |
| 2009 | Noč v muzeju 2                            | Amelia Earhart              | Nominirana — Teen Choice Award |
| 2009 | Julie in Julia                            | Julie Powell                | |
| 2010 | Prestopno leto                            | Anna                        | |
| 2010 | The Fighter                               | Charlene                    | |
| 2011 | On the Road                               | Jane                        | |

### Televizijski nastopi
| Leto                                     | Naslov                             | Vloga                    | Opombe                                             |
| ---------------------------------------- | ---------------------------------- | ------------------------ | -------------------------------------------------- |
| 1999                                     | Late Night with Conan O'Brien      | Ona (gost)               | epizoda (23. julij 1999)                           |
| 2000                                     | Ta nora sedemdeseta                | Kat Peterson             | epizoda (»Burning Down the House«)                 |
| 2000                                     | Čarovnice                          | Maggie Murphy            | epizoda (»Murphy's Luck«)                          |
| 2000                                     | Zoe, Duncan, Jack & Jane           | Dinah                    | epizoda (»Tall, Dark and Duncan's Boss«)           |
| 2000                                     | Providence                         | Rebecca 'Becka' Taylor   | epizoda (»The Good Doctor«)                        |
| 2000                                     | Buffy, izganjalka vampirjev        | Beth Maclay              | epizoda (»Family«)                                 |
| 2001                                     | Smallville                         | Jodi Melville            | epizoda (»Craving«)                                |
| 2002                                     | The West Wing                      | Cathy                    | epizoda (»20 Hours in America: Part 1«)            |
| 2004                                     | King of the Hill                   | Merilynn/Sunshine (glas) | epizoda (»Cheer Factor«)                           |
| 2004                                     | King of the Hill                   | Misty (glas)             | epizoda (»My Hair Lady«)                           |
| 2004                                     | Dr. Vegas                          | Alice Doherty            |                                                    |
| 2006                                     | Pisarna                            | Katy                     | epizode (»Hot Girl«, »The Fire« in »Booze Cruise«) |
| 2006                                     | Late Night with Conan O'Brien      | Ona (gost)               | epizoda (7. februar 2006)                          |
| 2006                                     | Late Late Show with Craig Ferguson | Ona (gost)               | epizoda (16. februar 2006)                         |
| 2008                                     | Late Show with David Letterman     | Ona (gost)               | epizodi (28. februar 2008 in 9. december 2008)     |
| 2008                                     | Live with Regis and Kelly          | Ona (gost)               | epizodi (4. marec 2008 in 10. december 2008)       |
| 2008                                     | Saturday Night Live                | Ona (gost)               | epizoda (8. marec 2008)                            |
| 2008                                     | The Charlie Rose Show              | Ona (gost)               | epizoda (12. december 2008)                        |
| 2008                                     | The View                           | Ona (gost)               | epizoda (12. december 2008)                        |
| 2008                                     | Late Night with Conan O'Brien      | Ona (gost)               | epizoda (15. december 2008)                        |
| 2009                                     | Oprah Winfrey Show                 | Ona (gost)               | epizoda (20. februar 2009)                         |
| 2009                                     | Late Show with David Letterman     | Ona (gost)               | epizoda (29. julij 2009)                           |
| 2010 \| Late Show with David Letterman]] | Ona (gost)                         | epizoda (5. januar 2010) |                                                    |
| 2010 \| Late Show with David Letterman]] | Late Show with Jimmy Fallon        | Ona (gost)               | epizoda (7. januar 2010)                           |

## Diskografija
| Leto | Pesem                 | Soundtrack                             | Založba             |
| ---- | --------------------- | -------------------------------------- | ------------------- |
| 2007 | »True Love's Kiss«    | Začarana                               | Walt Disney Records |
| 2007 | »Happy Working Song«  | Začarana                               | Walt Disney Records |
| 2007 | »That's How You Know« | Začarana                               | Walt Disney Records |
| 2008 | »If I Didn't Care«    | Gospodična Pettigrew: Živeti za en dan | Varèse Sarabande    |